# Labastide-Esparbairenque
Labastide-Esparbairenque (okzitanisch La Bastida Esparveirenca) ist eine französische Gemeinde mit 62 Einwohnern (Stand 1. Januar 2022) im Département Aude in der Region Okzitanien. Sie gehört zum Arrondissement Carcassonne und zum Kanton La Vallée de l’Orbiel.

## Nachbargemeinden
Nachbargemeinden von Labastide-Esparbairenque  sind Miraval-Cabardès im Norden, Pradelles-Cabardès im Nordosten, Fournes-Cabardès im Osten und Roquefère im Südwesten.

## Bevölkerungsentwicklung
| Jahr      | 1962 | 1968 | 1975 | 1982 | 1990 | 1999 | 2013 |
| Einwohner | 138  | 113  | 90   | 86   | 94   | 103  | 84   |

## Sehenswürdigkeiten
- Kirche Saint-Sernin (11. Jahrhundert)
- Kirche Saint-André